# Fogarasföld

Fogarasföld térképe

Fogarasföld (románul Țara Făgărașului), más néven Fogaras vidék Erdély egykori közigazgatási területe, mely a Fogarasi-havasoktól az Olt folyóig terjedő terület, székhelye Fogaras volt. 1550 körül 64 falu tartozott hozzá. 1870-ben területe 1811,25 km², 82852 lakossal. Az 1876. XXXIII. t.-c. Fogaras-vármegyét alkotott belőle. Ma legnagyobb része Brassó megyéhez tartozik, kisebb része Szeben megye része.

## Fekvése
Szebenszék, Küküllő vármegye, Brassó-vidék, délen pedig a Fogarasi-havasok határolták.

## Története
Fogarasföld területének legkorábbi helynév-rétege magyar volt. 955 után "talmács" (besenyő) határőröket telepítettek ide. A román beköltözés 1166 utánra tehető; ez egyúttal a legkorábbi telephelyük emléke is Magyarországon.
Nevét először 1222-1280 között említette oklevél Fogarasföld (Blacorum, Olacorum terra [de Kerch]) 1222/280: cum transierint per t-m Siculorum aut per t-m Blacorum formában.
További névváltozatok: 1222/Pp: cum per Sicolorum t-m transierint aut Blachorum, 1223-ban mon-o de Kerch ... t-m quam ...mon-o contuleramus exemptam de Blaccis.
Fogarasföld központja Fogaras volt, mely csak a 14. században vált fő helyévé és névadójává Fogarasföldnek, ugyanis 1291-ben még csak kisebb uradalmi központ volt. Az itt felépült fogarasi végvár köré a 13. században a magyar királyok a Havason túlról telepítettek oláhokat. II. András király 1224-ben a szászoknak adott kiváltságlevelében a szászok földjébe befoglalta "az oláhok és besenyők erdejét" is. Györffy György adatai szerint 1233-ban Csák nemzetségbeli Pous bán birtoka volt.
1291-ben szászok, székelyek és oláhok lakták mint királyi telepesek. majd 1366 körül I. Lajos király Lajk havaselvi vajdára bízta a Szörényi bánság kormányzását; engedélyezte a fogarasi erdőség betelepítését, 1369-ben pedig Lackó (Lajk) oláh vajdának adományozta hűbérként. Lajknak ekkor a Fogaras hercege címet is adományozta.
1464-ben Mátyás király elvette a havasi vajdától és Geréb Jánosnak adta. Mátyás halála után fia Corvin János birtoka lett. 1505-ben II. Ulászló Bornemisza Jánosnak adta, aki Tomori Pált küldte Fogarasföldre várnagynak. 1526 után pedig az oláh Boér családból származó erdélyi vajda Majláth István kapta meg.
1550 körül Fogarasföld Fogaras várából és 64 faluból álló, zászlós uradalom volt, amely csak a várnak adózott és adott katonai szolgálatot.
Az 1554-es adatok szerint Nádasdy Tamás nádor, a kunok bírája, Fogaras földének örökös ispánja,
Vas vármegye ispánja, I. Ferdinánd király helytartójaként volt említve.
1567-ben Békés Gáspár kapta zálogul, majd 1573-ban Báthory István foglalta el. 1589-ben Báthory Boldizsáré lett. Fogarasföldet 1595-ben Báthory Zsigmond adta hitbérül feleségének, 1599-ben pedig Mihály vajda feleségéé lett.
A Bethlenek, Rákócziak és Apafi Mihály fejedelemsége idején pedig a fejedelemasszonyok birtoka volt. 1690-ben az Erdélyi Fejedelemség megszűntekor kincstári birtok lett.
Mária Terézia először 1758-ban Bethlen Gábor erdélyi kancellárnak, majd 1762-ben az erdélyi szász univerzitásnak zálogosította el 99 évre.
1765-ben az erdélyi határőrvidék fölállításakor 11 község egészen, 28 részben a határőröké lett, és a fölállított oláh határőrezred oláhosította el. Az 1874. VI. 30-án zárult kiváltási per alkalmával Fogarasföld ismét kincstári birtok lett.
1861-ben Fogarasvidék néven említették, mely gyüléseit Fogarasban tartotta.
1870-ben 82.852 lakosa volt, melyből 53.950 (65,1%) ortodox, 22.912 (27,7%) görög katolikus, 2.457 (3%) evangélikus, 1.961 (2,4%) római katolikus, 863 (1%) református és 709 egyéb vallású volt. 92,8% román, 3,5% magyar és 3% német nemzetiségű.
Az 1876-os 33. törvénycikk Fogarasföldhöz csatolva az Olt jobb partján fekvő Felső-Fehér vármegyei községeket is Fogaras vármegyévé szervezte.